# 马来亚党
马来亚党（缩写：MP）是马来西亚一个已不存在的政党。

## 历史
马来亚党是1956年10月24日由马六甲华人社会创立的政党，基本动力乃源于部分群体对当时联盟主导之宪制工作的不满。创党人陈期岳原是马华公会的发起人之一。该党特地选在联合国日当天成立，以示对《世界人权宣言》的支持。该党也支持马六甲作为皇家殖民地的地位，以确保华人的权利。
该党在1956年、1957年和1958年马六甲地方选举中都有所获，但在1959年州选举颗粒无收，在1959年全国大选中陈期岳当选马六甲市国会议员。然而，在1964年全国大选前夕，陈期岳回巢马华，马来亚党逐如云烟消散。

## 大选成绩
| 选举 | 赢得席位 | 总得票数 | 得票率 | 选举结果     | 选举领袖 |
| ---- | -------- | -------- | ------ | ------------ | -------- |
| 1959 | 1 / 104  | 13,404   | 0.87%  | ▲1席；反对党 | 陈期岳   |